# Fotbal na Ostrovních hrách 1993
Fotbal na Ostrovních hrách 1993 byl 3. ročník turnaje. Vyhrálo ho družstvo z Jersey.

## Skupiny

### Skupina A
1. Jersey
2. Grónsko
3. Angelsey
4. Gibraltar

### Skupina B
1. Man
2. Alandy
3. Wight
4. Shetlandy

## Finále
| 9. července 1993 |       |        |  |
| Ostrov Man       | 1 : 5 | Jersey |  |
|                  |       |        |  |

## Konečné pořadí
| Rank | Team       |
| ---- | ---------- |
|      | Jersey     |
|      | Ostrov Man |
|      | Alandy     |
| 4    | Grónsko    |
| 5    | Wight      |
| 6    | Anglesey   |
| 7    | Shetlandy  |
| 8    | Gibraltar  |